# Acrocercops marmaritis
Acrocercops marmaritis là một loài bướm đêm thuộc họ Gracillariidae. Loài này có ở México. Nó được miêu tả bởi Edward Meyrick năm 1914.